# Župančičeva frulica
Župančičeva frulica je prireditev, ki jo od leta 1991 organizira Zavod za izobraževanje in kulturo Črnomelj (ZIK).  Namen prireditve je razvoj govorne ustvarjalnosti in spodbujanje javnega nastopanja. Do leta 2002 so na prireditvah sodelovali tudi predšolski otroci, po letu 2002 pa so začeli spodbujati osnovnošolce, ki so pisali svoje pesmi. Po letu 2008 so k projektu povabili tudi srednješolske pesnike.   
| Leto | Gost                           | Nagrajenci                                          | Nagrajenci                                                          | Nagrajenci                                                     | Nagrajenci                                                     |  |
| ---- | ------------------------------ | --------------------------------------------------- | ------------------------------------------------------------------- | -------------------------------------------------------------- | -------------------------------------------------------------- |  |
| 1991 | Tone Kuntner                   |                                                     |                                                                     |                                                                |                                                                |  |
| 1992 | Jerca Mrzel                    |                                                     |                                                                     |                                                                |                                                                |  |
| 1993 | Tone Pavček                    |                                                     |                                                                     |                                                                |                                                                |  |
| 1994 | Edi Majaron                    |                                                     |                                                                     |                                                                |                                                                |  |
| 1995 | Saša Vegri                     |                                                     |                                                                     |                                                                |                                                                |  |
| 1996 | Alenka Vidrih                  |                                                     |                                                                     |                                                                |                                                                |  |
| 1997 | Ljoba Jenče                    |                                                     |                                                                     |                                                                |                                                                |  |
| 1998 | Vojko Zidar                    |                                                     |                                                                     |                                                                |                                                                |  |
| 1999 | Violeta Tomič                  |                                                     |                                                                     |                                                                |                                                                |  |
| 2000 | Aleš Valič                     |                                                     |                                                                     |                                                                |                                                                |  |
| 2001 | Irena Zagajšek                 |                                                     |                                                                     |                                                                |                                                                |  |
| 2002 | Saša Pavček                    |                                                     |                                                                     |                                                                |                                                                |  |
| 2003 | Desa Muck                      |                                                     |                                                                     |                                                                |                                                                |  |
| 2004 | Andrej Rozman - Roza           |                                                     |                                                                     |                                                                |                                                                |  |
| 2005 | Vinko Möderndorfer             |                                                     |                                                                     |                                                                |                                                                |  |
| 2006 | Barbara Gregorič Gorenc        |                                                     |                                                                     |                                                                |                                                                |  |
|      |                                | najboljši recitator in dobitnik Župančičeve frulice |                                                                     | najboljši pesnik in dobitnik Župančičeve frulice               | najboljši pesnik in dobitnik Župančičeve frulice               |  |
| 2007 | Anja Štefan                    | Dominik Vodopivec                                   |                                                                     | Lara Zupančič                                                  | Lara Zupančič                                                  |  |
|      |                                | najboljši deklamator in dobitnik pastirskega roga   |                                                                     | najboljši osnovnošolski pesnik in dobitnik Župančičeve frulice | najboljši srednješolski pesnik in dobitnik Župančičeve frulice |  |
| 2008 | Janez Mušič                    | Jelica Pantovič                                     |                                                                     | Romi Koželj                                                    | Tine Krkoč                                                     |  |
| 2009 | Ervin Fritz                    | Zala Linea Rutar                                    |                                                                     | Tjaša Valič                                                    | Dominik Vodopivec                                              |  |
| 2010 | Boris A. Novak                 | Sofya-Agnessa Yakuntsova                            |                                                                     | Gaja Rupnik Caruso                                             | Sara Hanuna                                                    |  |
| 2011 | Miroslav Košuta                | Domen Rob                                           |                                                                     | Teja Gerjovič                                                  | Aleksandra Panić                                               |  |
| 2012 | Zvezdana Majhen                | Matic Božič                                         |                                                                     | Sofya-Agnessa Yakuntsova                                       | Katarina Gomboc                                                |  |
| 2013 | Peter Svetina                  | Vid Vidmar                                          |                                                                     | Urban Janjič                                                   | Ajda Šubelj                                                    |  |
| 2014 | Maja Novak                     | Vid Pohar                                           |                                                                     | Maja Strmčnik                                                  | Jasna Janež                                                    |  |
| 2015 | Andrej Rozman - Roza           | Matevž Demšar                                       |                                                                     | Ana Šubic                                                      | Kristina Perhavec                                              |  |
| 2016 | Bina Štampe Žmavc              | Jan Škof                                            |                                                                     | Nika Gradišek                                                  | Urban Janjič                                                   |  |
| 2017 |                                | Bor Kunič                                           |                                                                     | Pia Zala Meden                                                 | Urša Majcen                                                    |  |
| 2018 |                                | Ema Medved                                          |                                                                     | Urška Jurajevčič                                               | Jernej Grlj                                                    |  |
| 2019 |                                | Roza Verbovšek                                      |                                                                     | Asia Prijanovič                                                | Aljaž Primožič                                                 |  |
| 2020 | Barbara Gregorič Gorenc        | Liam Čelofiga                                       |                                                                     | Tanja Kolmančič                                                | Lara Gobec                                                     |  |
| 2021 | Feri Lainšček                  | Izak Pirih                                          |                                                                     | Zara Kavčič                                                    | Brina Podgajski Kampuš                                         |  |
|      |                                | najboljši deklamator in dobitnik pastirskega roga   | najboljši srednješolski pripovedovalec in dobitnik pastirskega roga | najboljši osnovnošolski pesnik in dobitnik Župančičeve frulice | najboljši srednješolski pesnik in dobitnik Župančičeve frulice |  |
| 2022 | David Bedrač Borut Kraševec    | Nik Škrabar                                         | Ema Medved                                                          | Ana Štular                                                     | Doroteja Drevenšek                                             |  |
| 2023 | Vinko MöderndorferRoman Rozina | Ajda Zgaga Misja                                    | Indija Stropnik                                                     | Veronika Puc                                                   | Doroteja Drevenšek                                             |  |
| 2024 | Milan Dekleva                  | Oton Suhadolnik                                     |                                                                     | Irena Prešeren                                                 | Ana Kumperger                                                  |  |
| 2025 | Rok Terkaj- Trkaj              | Pia Kolar                                           | Eva Grad                                                            | Jan Petrič                                                     | Ela Retelj - Uradno spletno mesto                              |  |